# جون ف. نيكولز
جون ف. نيكولز (بالإنجليزية: John F. Nichols)‏ لواء في الحرس الوطني الأمريكي والمدير العام لولاية تكساس.
خدم في حرب الخليج الثانية.